# Controvérsias envolvendo a Operação Lava Jato

Manifestantes penduraram efígie do Sergio Moro, como "traidor", em frente ao prédio da 13.ª Vara da Justiça Federal em São Paulo

Este artigo contém uma coletânea de controvérsias envolvendo a Operação Lava Jato da Polícia Federal do Brasil, que vão desde as primeiras tentativas de obstrução das investigações até acusações de parcialidade. Os críticos de Moro o acusam de conduzir a Operação Lava Jato com decisões controversas.

## Acusações de obstrução de Justiça
Luís Roberto Barroso, ministro do Supremo Tribunal Federal, alertou sobre tentativas de paralisar a operação em maio de 2017, quando disse que críticas contra as delações premiadas da Lava Jato são parte de uma "operação abafa" para desacreditar os delatores.

### Partido dos Trabalhadores

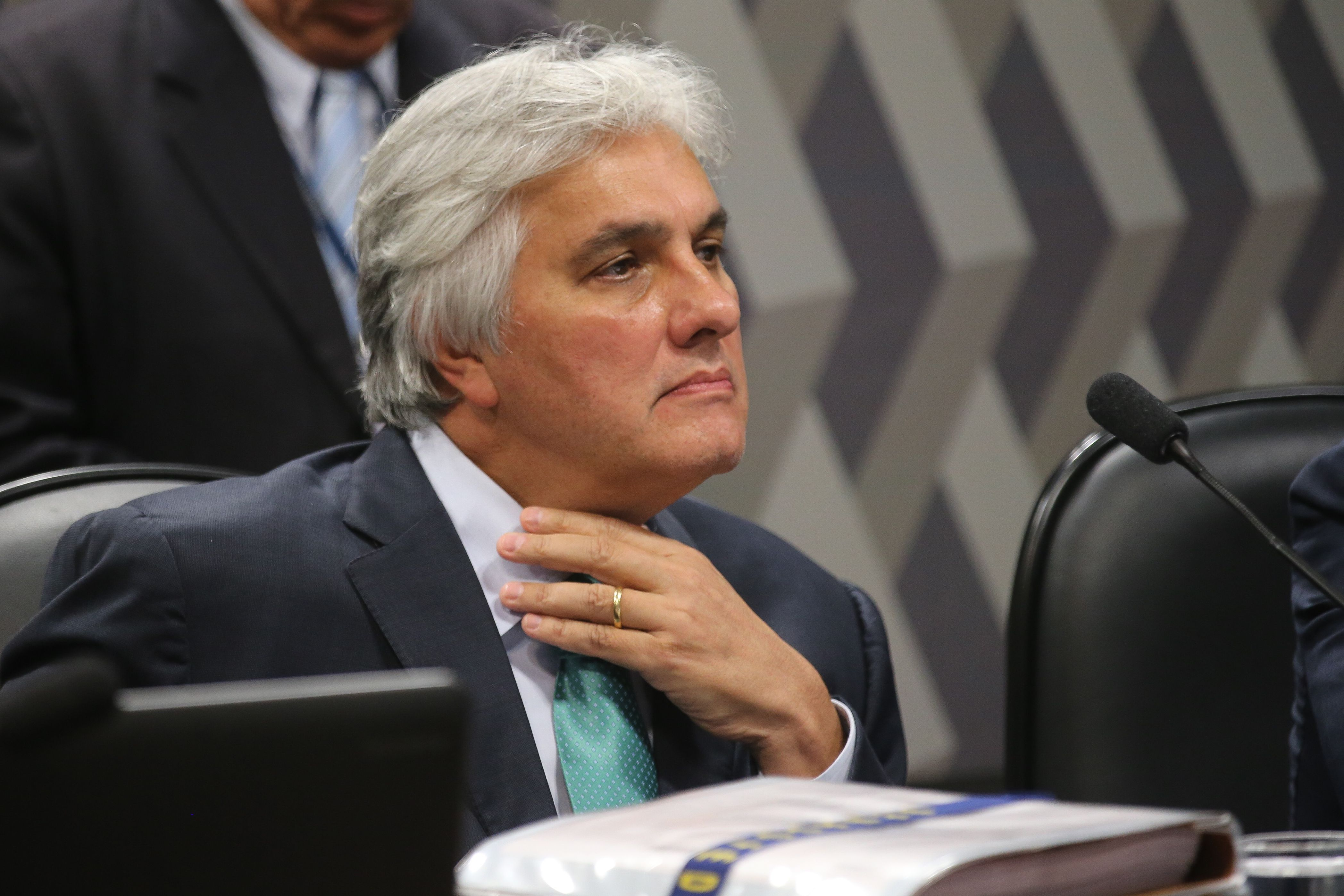
Delcídio do Amaral no Conselho de Ética do Senado.

Em 25 de novembro de 2015, o então senador Delcídio do Amaral, seu chefe de gabinete Diogo Ferreira e o banqueiro André Esteves, dono do BTG Pactual, foram presos por tentar atrapalhar as apurações da Operação Lava Jato, após a divulgação de gravação obtida pelo MPF em que o senador Amaral afirmou que Esteves teria financiado a fuga de Nestor Cerveró para a Espanha. Em 29 de novembro, o STF acatou o pedido da PGR para que a prisão de André Esteves e Diogo Ferreira fossem convertidas para preventiva. No dia 17 de dezembro, o ministro Teori Zavascki decidiu monocraticamente manter a prisão de Delcídio do Amaral e soltar o banqueiro André Esteves, que passou para prisão domiciliar.
Em março de 2016, segundo a revista IstoÉ, Delcídio do Amaral alegou em depoimentos em acordo de delação premiada que Dilma e Lula tentaram interferir na Lava Jato ao conversar com auxiliares e nomear ministros para tribunais superiores favoráveis a tese das defesas de acusados. Em Portugal, Dilma teria conversado informalmente com o ministro da Justiça José Eduardo Cardozo e Ricardo Lewandowski e teria tentado convencer Lewandowski a aderir, mas fracassou. Em 15 de março, Zavascki homologou a delação de Delcídio.  Em 4 de maio de 2016, Janot enviou ao STF pedido de abertura de inquérito para investigar Dilma Rouseff, Lula e Cardozo por obstrução à justiça. Em 15 de março de 2016, documentos liberados pelo STF citaram Aloizio Mercadante como o responsável do governo em impedir a delação de Delcídio junto ao Senado e ao STF. Em 6 de setembro de 2017, em depoimento ao juiz Sergio Moro, o ex-ministro dos governos Lula e Dilma, Antonio Palocci, alegou que ele e o ex-presidente Lula atuaram em conjunto para tentar barrar as investigações da Lava Jato.

### Outros partidos

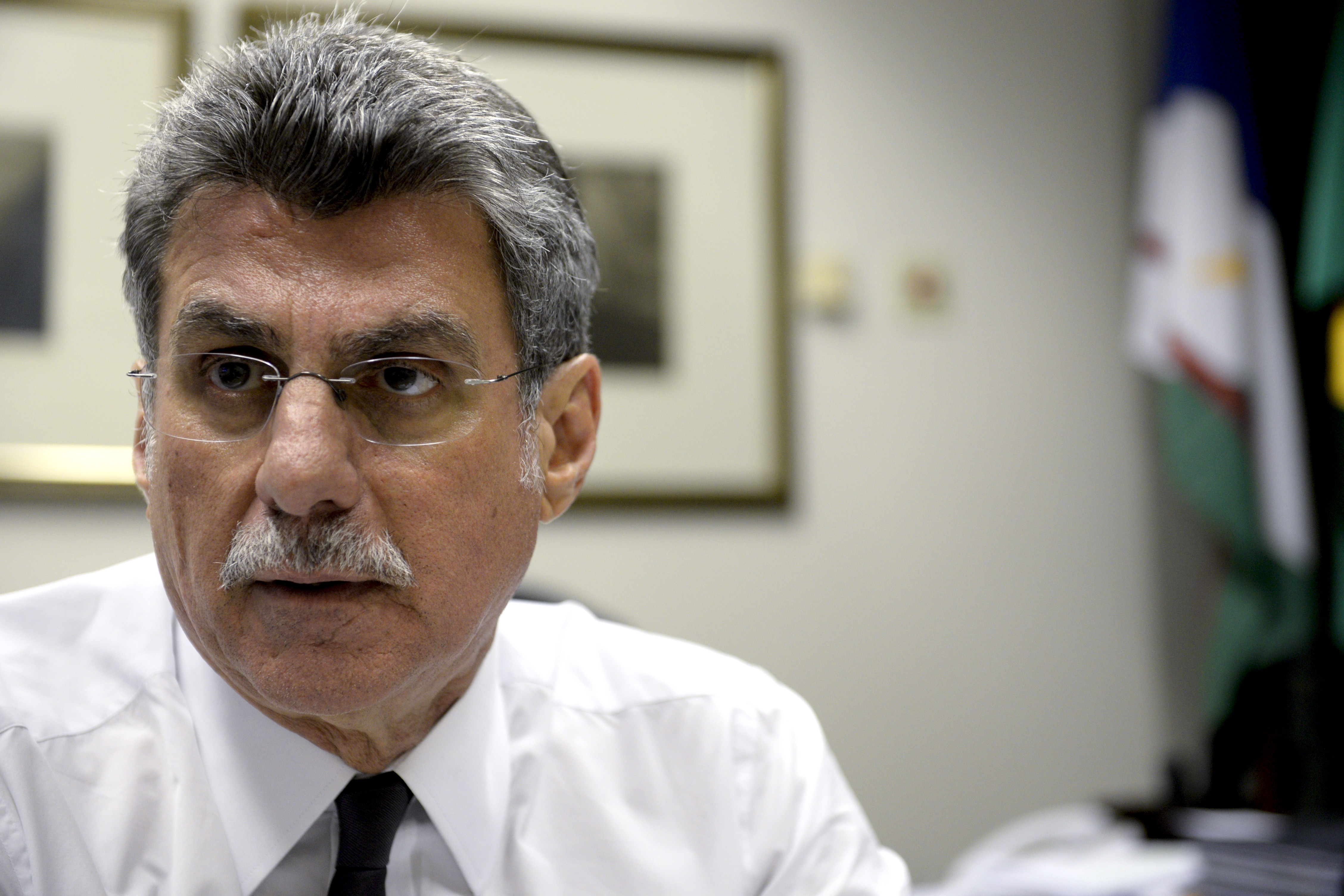
Romero Jucá

Em 23 de maio de 2016, a Folha de S.Paulo divulgou a gravação de uma conversa entre Romero Jucá e Sérgio Machado, da Transpetro em março passado. Jucá teria sugerido ao ex-presidente da Transpetro Sérgio Machado que uma "mudança" no governo federal resultaria em um pacto para "estancar a sangria" representada pela Lava Jato, que investigava ambos. O ex-presidente da Câmara dos Deputados, Eduardo Cunha, também foi acusado por delatores da Odebrecht de obstruir os trabalhos dos investigadores através de uma empresa britânica que foi contratada sob a justificativa de "buscar dinheiro desviado da Petrobras no exterior". Cunha determinou que os detalhes do contrato e os resultados das investigações da empresa fossem mantidos sob sigilo pelo período de cinco anos. Em junho de 2017, o Rodrigo Janot denunciou Aécio Neves por corrupção e tentativa de obstrução de justiça, acusando-o de pedir e receber 2 milhões de reais do delator Joesley Batista, do Grupo J&F, e também de obstrução da Justiça por ter atuado para tentar impedir as investigações da Lava Jato.

## Condução da operação
Em 15 de janeiro de 2016 cerca de cem advogados publicaram, em diversos jornais do país, uma carta aberta criticando a condução da Operação Lava Jato por "desrespeito a direitos e garantias fundamentais dos acusados". Segundo eles, "nunca houve um caso penal em que as violações às regras mínimas para um justo processo estejam ocorrendo em relação a um número tão grande de réus e de forma tão sistemática".  Citam desrespeito à presunção de inocência, desvirtuamento do uso da prisão provisória e vazamento seletivo de documentos e informações. Um dos signatários da carta, Antônio Carlos de Almeida Castro, citou, como exemplo, a divulgação de uma denúncia apresentada pelo Ministério Público Federal. "Ele convoca a imprensa, expõe as pessoas que estão sendo denunciadas, na fase embrionária em que a pessoa nem é ré, e apresenta a pessoa, dá os detalhes, mostra os telefones, emails, com uma criminalização anterior", disse.

### Condução coercitiva de Lula
No dia 4 de março de 2016, perto das 8h 40, Luiz Inácio Lula da Silva foi levado para o Aeroporto de Congonhas, em um carro descaracterizado, para depor à Polícia Federal. Às 8h51, ele prestou depoimento dentro do aeroporto. Em nota o Partido dos Trabalhadores declarou que "A condução coercitiva do ex-presidente Luiz Inácio Lula da Silva representa um ataque à democracia e à Constituição.Trata-se de novo e indigno capítulo na escalada golpista que busca desestabilizar o governo da presidente Dilma Rousseff, criminalizar o Partido dos Trabalhadores e combater o principal líder do povo brasileiro", escreveu Rui Falcão, então presidente da sigla.

### Quebra do sigilo telefônico de Lula

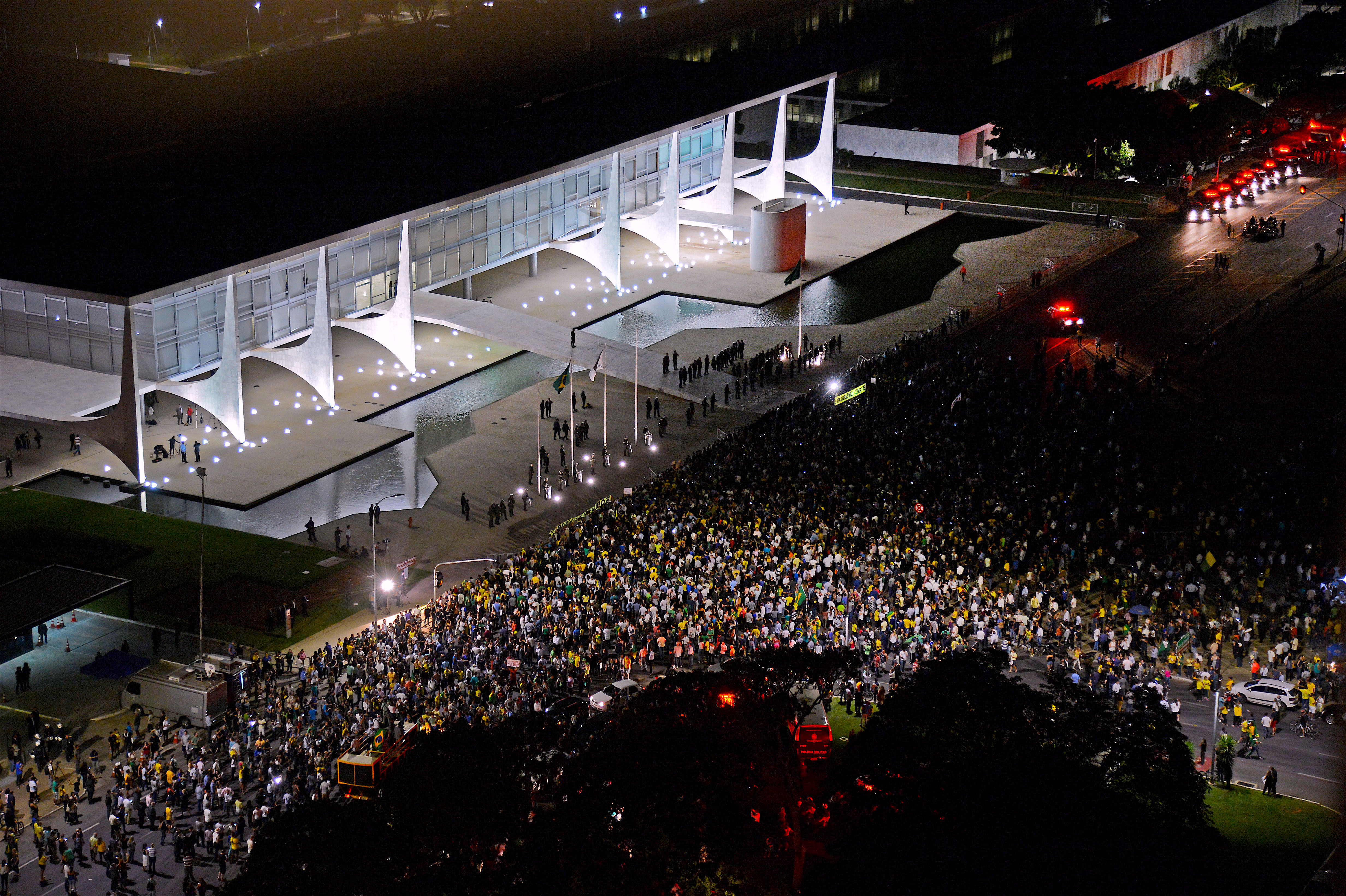
Protesto espontâneo contra a nomeação do ex-presidente Lula como Ministro da Casa Civil, em 16 de março de 2016.

Em 16 de março de 2016, o juiz federal Sérgio Moro retirou o sigilo do grampo telefônico do ex-presidente Luiz Inácio Lula da Silva.  As conversas gravadas pela Polícia Federal incluíam diálogo no mesmo dia com a presidente Dilma Rousseff, que o nomeou Ministro Chefe da Casa Civil. Contudo, Moro declarou que Lula já tinha pelo menos a suspeita das gravações, o que comprometeria a espontaneidade e a credibilidade de diversos diálogos. O advogado de Lula, Cristiano Zanin Martins, disse que a divulgação do áudio da conversa entre a presidente Dilma Rousseff com Lula era uma "arbitrariedade" e estimulava uma "convulsão social". O conteúdo da conversa seria uma suposta tentativa de evitar a prisão do Lula. Dilma iria nomear Lula para o cargo de ministro da Casa Civil, dando-o, portanto, foro especial por prerrogativa de função, de forma que ele ficaria fora do alcance de Sérgio Moro, que era juiz de primeira instância.
A conversa telefônica se referia especialmente à oferta do cargo de ministro a Lula; ele diz que talvez aceitasse o cargo para ser útil ao governo, não para se proteger politicamente. Moro afirmou que havia indícios de tentativa de influenciar ou de obter auxílio de autoridades do Ministério Público ou da Magistratura em favor do ex-presidente, mas sem provas da participação das pessoas mencionadas. Referiu-se ainda à ministra Rosa Weber, do Supremo Tribunal Federal, "provavelmente para obtenção de decisão favorável ao ex-presidente na ACO 2822". Weber negou um pedido apresentado pela defesa do ex-presidente para suspender duas investigações sobre um triplex em Guarujá, SP e um sítio em Atibaia, SP ligados a ele, no que recebeu elogios de Moro no seu relatório. Durante a gravação, o ex-presidente se demonstrou ameaçado pela Operação, chamando-a pejorativamente de "República de Curitiba"; o termo se popularizou entre seus opositores como motivo de orgulho, ganhando destaque durante os seguintes protestos contra o governo Dilma. Na época, o vazamento do diálogo fez com que o STF anulasse a posse de Lula.

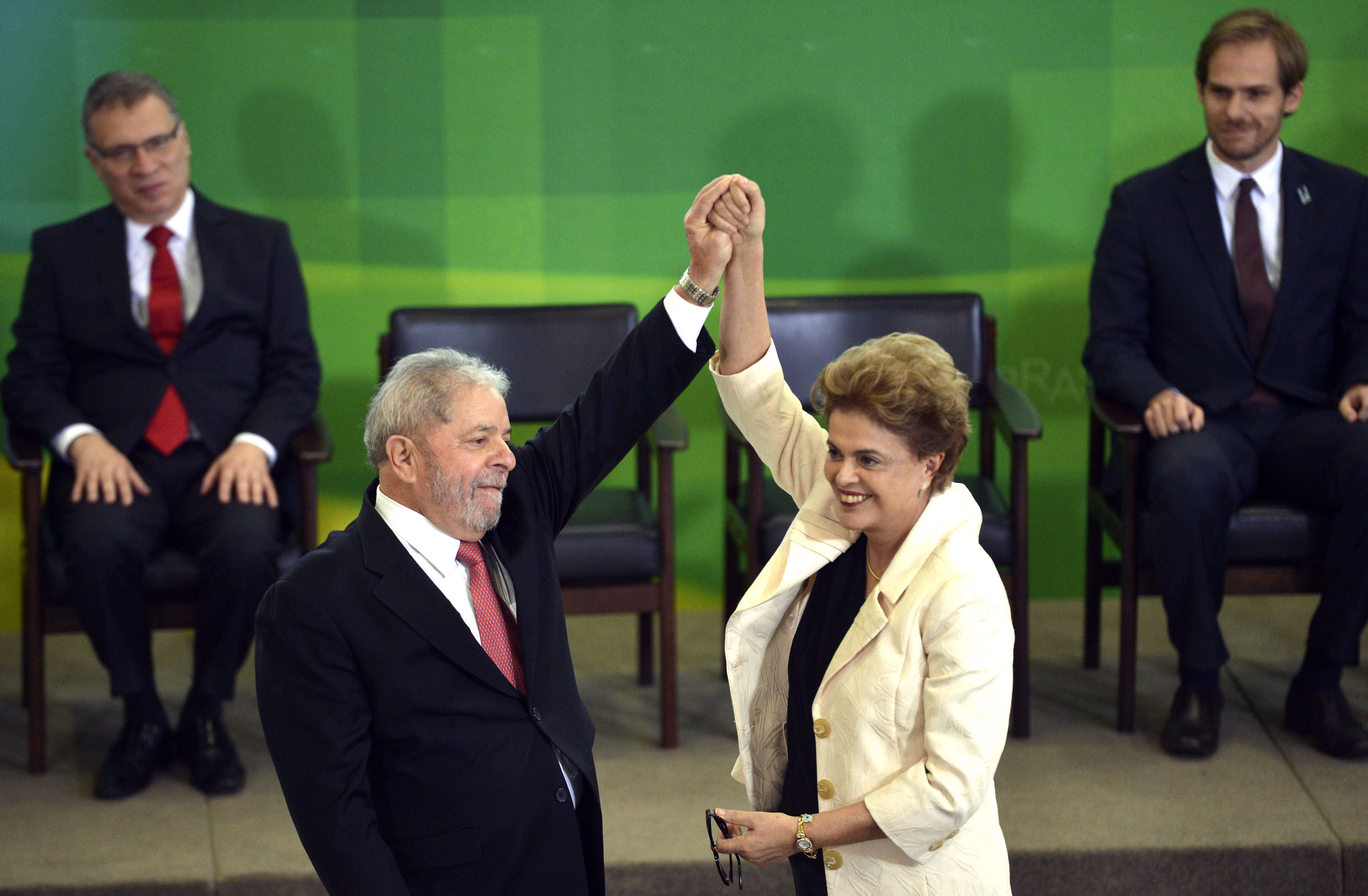
Dilma Rousseff empossa Lula como Ministro Chefe da Casa Civil, em 17 de março de 2016

A divulgação das conversas gerou ampla controvérsia. A corregedora do Conselho Nacional de Justiça arquivou oito representações contra a divulgação do áudio, de um total de quatorze, mas a Procuradoria Geral da República, em parecer enviado ao Supremo Tribunal Federal (STF), considerou as gravações legais. Em abril de 2016, o ministro do STF Marco Aurélio Mello criticou a divulgação dos áudios de grampos da Lava Jato que envolveram o ex-presidente Lula e Dilma Rousseff, dizendo que "são condenáveis a todos os títulos" e que "Temos lei que impõe sigilo". Em meados de junho, o ministro do STF Teori Zavascki invalidou parte das gravações em que Dilma avisa Lula que está mandando o termo de posse como ministro, e enviou para Moro os processos envolvendo Lula. Para Zavascki, "a divulgação pública das conversações telefônicas interceptadas, nas circunstâncias em que ocorreram, comprometeu o direito fundamental à garantia de sigilo, que tem assento constitucional." Em julho, o então presidente do STF, Ricardo Lewandowski determinou que os grampos permaneçam preservados sob guarda do juiz federal Sérgio Moro e indeferiu pedido liminar da defesa do ex-presidente Lula para que as gravações de conversas entre ele e autoridades com foro no STF não sejam utilizadas nas investigações e em eventual ação penal perante a 13.ª Vara Federal de Curitiba.

### Depoimento de Rodrigo Tacla Duran
Em dezembro de 2017, em depoimento dado durante a CPI da JBS, o advogado Rodrigo Tacla Duran, acusado de ser operador de propinas da Odebrecht no exterior, alegou ter recebido oferta de benefícios indevidos por parte de Carlos Zucolotto Júnior, advogado e ex-sócio da esposa de Moro e também padrinho de casamento do casal. Duran chegou a ter um mandado de prisão preventiva expedido contra si, mas refugiou-se na Espanha e não foi detido. De acordo com Tacla Duran, a oferta de Zucolotto incluía a redução da multa e garantia de prisão domiciliar, mediante pagamento ilegal de cinco milhões de reais. Por fim, afirmou que a força tarefa fazia uso de documentos adulterados e falsificados, apontando supostas incongruências de nomes e datas. Em resposta, Moro negou veementemente as acusações e afirmou ser "lamentável que a palavra de um foragido da justiça brasileira seja utilizada para levantar suspeitas infundadas."
A defesa do ex-presidente Lula tentou incluir Duran na lista de testemunhas no processo relativo ao terreno do Instituto Lula, supostamente obtido como propina da Odebrecht, mas Moro recusou por duas vezes a inclusão, posicionamento também mantido em julgamento ulterior pelo TRF-4. Em agosto de 2018, a Interpol acusou Moro de possível violação de seu regramento internacional e retirou Duran de sua lista internacional de procurados. A atitude da Interpol foi embasada por dúvidas quanto à lisura do processo legal decorrentes de possível parcialidade do então magistrado.

### Vazamento de conversas peloThe Intercept

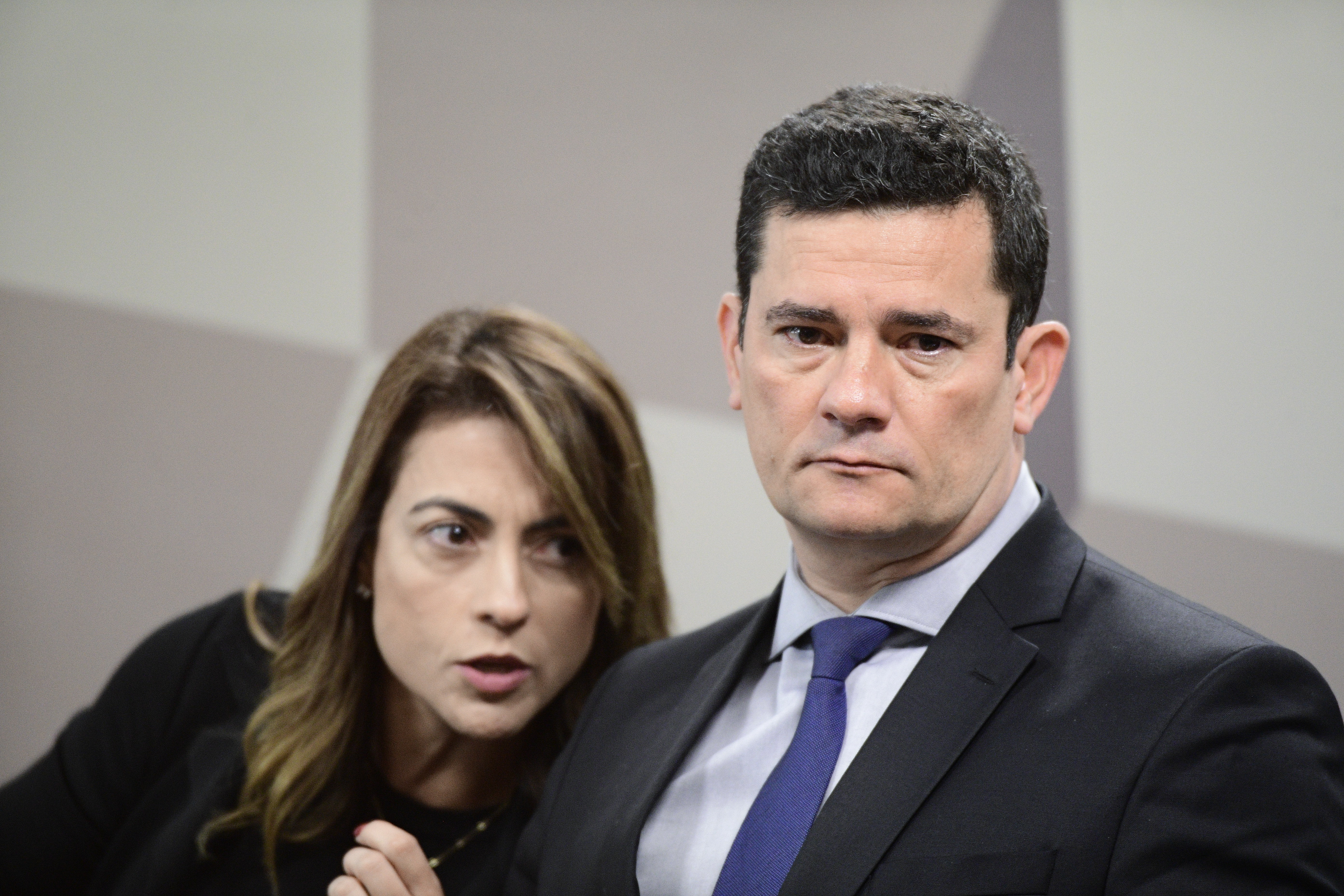
Sergio Moro e a senadora Soraya Thronicke (PSL-MS) durante audiência pública da CCJ do Senado para esclarecimentos sobre os vazamentos das conversas da Operação Lava Jato.

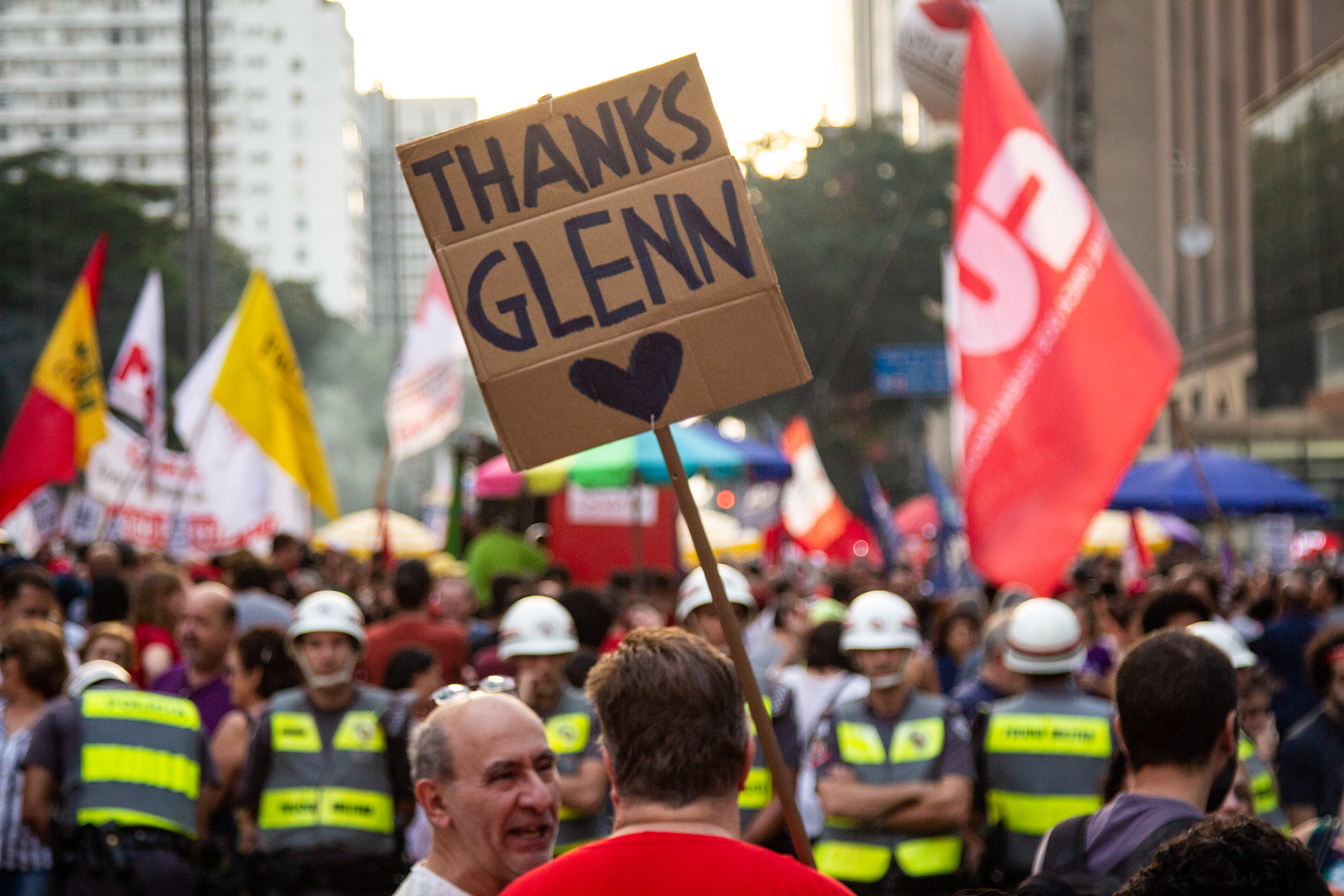
Placa demonstrando apoio ao jornalista Glenn Greenwald durante a greve geral no Brasil em 2019, que ocorreu no dia 14 de junho

Em junho de 2019, o periódico virtual The Intercept publicou matéria com vazamento, de fonte anônima, de conversas no aplicativo Telegram entre o ex-juiz Sergio Moro e o promotor Deltan Dallagnol no âmbito da Operação Lava Jato com evidências de "discussões internas e atitudes altamente controversas, politizadas e legalmente duvidosas da força-tarefa da Lava Jato". As transcrições sugerem que Moro cedeu informação privilegiada à acusação, auxiliando o Ministério Público a construir casos, além de orientar a promotoria, sugerindo modificação nas fases da operação Lava Jato.
Também mostram cobrança de agilidade em novas operações, conselhos estratégicos, e antecipação de pelo menos uma decisão. Moro teria ainda fornecido pistas informais e sugestões de recursos ao Ministério Público. Segundo juristas, tal prática viola o código de ética da magistratura e a Constituição brasileira, por desrespeitar os princípios da imparcialidade, independência e equidistância entre defesa e acusação. As transcrições demonstrariam ainda que a promotoria teria receio da fragilidade das acusações feitas contra o ex-presidente Luiz Inácio Lula da Silva e que teria buscado combinar previamente elementos do caso.
Os arquivos contêm discussões sobre formas de inviabilizar uma entrevista do ex-presidente Luiz Inácio Lula da Silva à colunista Mônica Bergamo, da Folha de S.Paulo, que tinha sido autorizada pelo ministro Ricardo Lewandowski, do Supremo Tribunal Federal, pelo receio de que a aparição do ex-presidente na mídia poderia "eleger o Haddad ou permitir a volta do PT ao poder", o que indicaria partidarização e politização da conduta da promotoria.
Mensagens trocadas entre o procurador Deltan Dallagnol e outros membros da força-tarefa também indicariam que havia dúvidas sobre a solidez das provas apresentadas pela acusação contra Lula no caso do "tríplex do Guarujá", assim como ironias sobre a morte de familiares do ex-presidente, indicações de investigações seletivas, e de investigações ilegais contra ministros do STF.
Os vazamentos tiveram ampla repercussão. Greenwald disse acreditar que esta é uma das reportagens mais importantes de sua carreira. Sérgio Moro, a força-tarefa da Lava Jato e o MPF questionaram a autenticidade e a origem dos dados. Em 24 de julho de 2019, a Polícia Federal prendeu o hacker responsável pela invasão do celular de Moro e de várias outras autoridades, como parte da Operação Spoofing. Em outubro, o Supremo Tribunal Federal (STF), através do ministro Gilmar Mendes, anunciou que irá acionar a Procuradoria-Geral da República (PGR) para atestar a autenticidade dos dados vazados.

### Envolvimento no governo Jair Bolsonaro

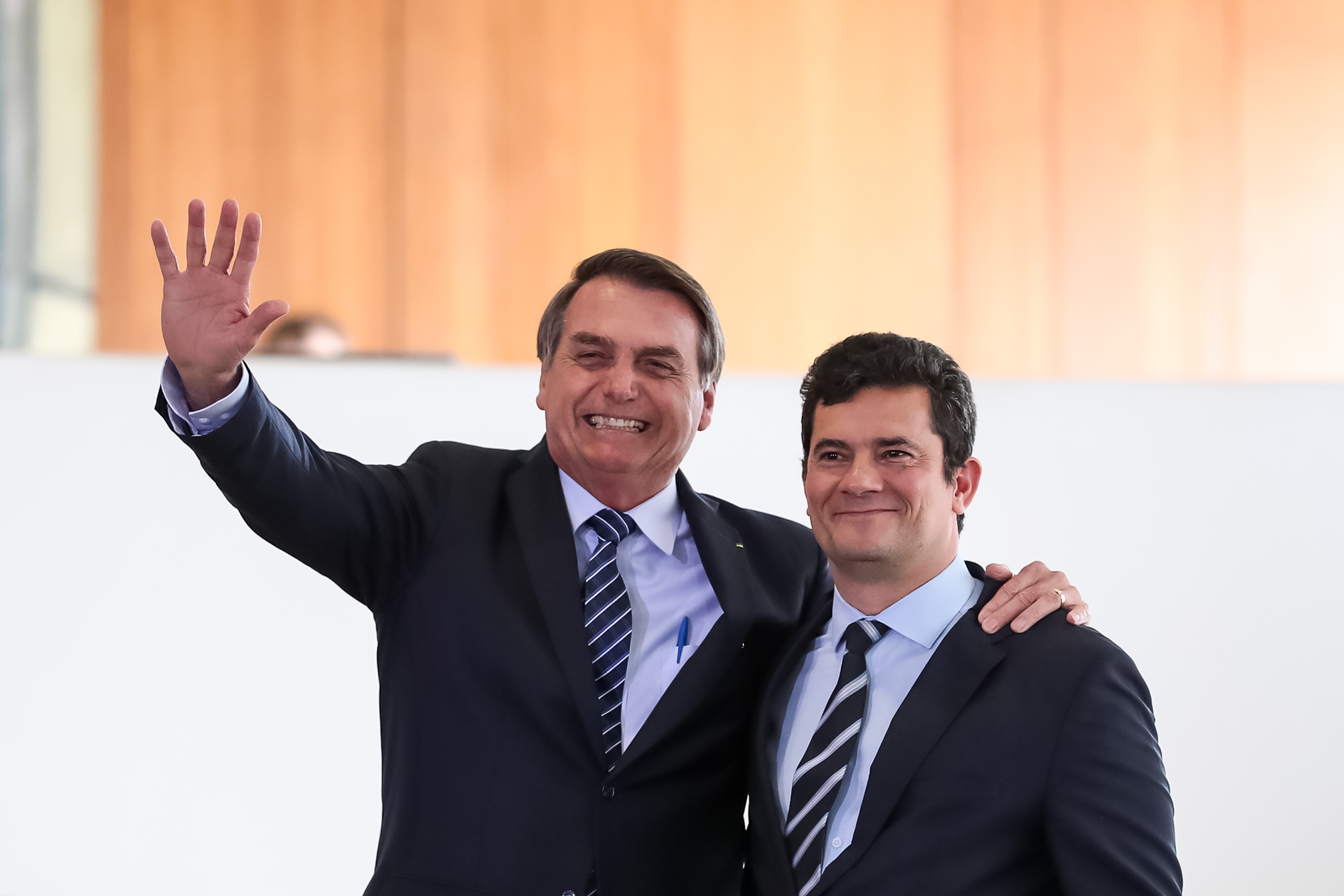
Sergio Moro, Ministro da Justiça do Governo Bolsonaro.

Dezenove integrantes com histórico profissional ligado à Operação Lava Jato estão no governo Jair Bolsonaro.  Além do ex-juiz federal Sergio Moro, há delegados da Polícia Federal, auditores da Receita Federal, servidores da Justiça Federal do Paraná e uma ex-subprocuradora-geral da República. Como o Congresso Nacional decidiu transferir o comando do Conselho de Controle de Atividades Financeiras do Ministério da Justiça e Segurança Pública  para o Ministério da Economia, três auditores da Receita que haviam sido nomeados pelo ministro Sérgio Moro para trabalhar no conselho agora estão subordinados ao ministro Paulo Guedes.
A ida de integrantes da Operação para o governo gerou questionamentos quanto a neutralidade dela. A decisão do presidente Jair Bolsonaro de nomear o então juiz para o cargo de ministro da Justiça e Segurança Pública, por exemplo, provocou reação negativa da imprensa internacional, pois o mesmo havia condenado Lula, o principal adversário do presidente na eleição. Moro foi responsável por ter emplacado 18 ligados à Operação Lava Jato para exercer cargos de confiança vinculados a sua pasta no governo.